# Take My Time
Take My Time è il primo album in studio della cantante britannica Sheena Easton, pubblicato nel 1981.
In Canada e Stati Uniti il disco è uscito con qualche mese di ritardo rispetto alla versione britannica, con il titolo Sheena Easton e con una tracklist diversa.

## Tracce

### Versione standard
Side 1
1. Don't Send Flowers
2. Cry
3. Take My Time
4. When He Shines
5. One Man Woman
6. Prisoner

Side 2
1. 9 to 5
2. So Much In Love
3. Voice On the Radio
4. Calm Before the Storm
5. Modern Girl
6. No-one Ever Knows

### Versione USA/Canada
Side 1
1. Morning Train (9 to 5)
2. Don't Send Flowers
3. Cry
4. Take My Time
5. Prisoner

Side 2
1. Modern Girl
2. So Much In Love
3. Voice On the Radio
4. One Man Woman
5. Calm Before the Storm